# Trollius sajanensis
Trollius sajanensis là một loài thực vật có hoa trong họ Mao lương. Loài này được Sipliv. miêu tả khoa học đầu tiên.